# Alain Monney
 (août 2012).
Si vous disposez d'ouvrages ou d'articles de référence ou si vous connaissez des sites web de qualité traitant du thème abordé ici, merci de compléter l'article en donnant les références utiles à sa vérifiabilité et en les liant à la section « Notes et références ».
Alain Monney, né en 1951, est un humoriste, producteur et comédien suisse.

## Biographie
Alain Monney est l'un des membres fondateurs du groupe folk Aristide Padygros.
En 1984, il rejoint l’équipe d’animation de la radio Couleur 3 nouvellement créée en Suisse romande. Il y invente des personnages et participe à des émissions qui laisseront une forte empreinte dans le paysage radiophonique romand : les Tatouages, les Naufragés du Rez-de-chaussée, le professeur Sacrain, Carabine FM… Son duo avec Mermet devient trio avec l’arrivée de Lolita (l'animatrice emblématique de la chaîne), avec qui ils transposeront l’émission Carabine FM pour la télévision.
À la télévision, après Carabine FM, sous les pseudonymes d’Alain Bolet et Gérard Mérou, Monney et Mermet créeront les séries Américains Gladiateurs, Les Pique-Meurons » et Petit Silvant Illustré. En 2010 ils écrivent L'Heure du Secret, une série fantastico-policière réalisée par Elena Hazanov et produite par CAB Productions.
Parallèlement à ses activités audiovisuelles, Alain Monney continue à se produire régulièrement sur scène.
Auteur de 8 livres pour enfants illustrés par Jean-François Barbier (éditions Hatier), d’un recueil de récits Padygros stories (éditions de l’Aire) et d’une Introduction à l’écriture poduscrite suivie d’un alphabet toponymique français à l’usage des stepwriters (éditions HeyJoe).

## Sources
- « Biographie », sur son site personnel (consulté le 4 juillet 2010)
- Padygros (discographie)
- Carabine FM (article 24Heures)
- Yaka Production